# ستيف كينغ (لاعب كرة قدم أمريكية)
ستيف كينغ (بالإنجليزية: Steve King)‏ هو لاعب كرة قدم أمريكية أمريكي، ولد في 10 يونيو 1951 في ماكالستر في الولايات المتحدة.

## وصلات خارجية
- ستيف كينغ على موقع مرجع كرة القدم المحترفة.كوم (الإنجليزية)